# Sciaromium elimbatum
Sciaromium elimbatum là một loài rêu trong họ Echinodiaceae. Loài này được Broth. & Watts mô tả khoa học đầu tiên năm 1912.